# Kharodacetus
Kharodacetus — рід протоцетидних китоподібних із середнього еоцену (пізній лютет, 42 млн років тому) у Катчі, Гуджарат, південно-західна Індія.

## Опис
Kharodacetus — протоцетида великого розміру з великими премолярами і плоским надорбітальним щитком з великими орбітами (очницями). Його морда довга і відносно широка (хоча морда вужча у Gaviacetus і Makaracetus, ширша у Takracetus), орбіта знаходиться високо над піднебінням, а премоляри великі та міцні. Моляри мають великий протоконус (на відміну від Babiacetus) і великий метаконус (на відміну від Maiacetus), і відносно P4 вони довші, ніж у інших протоцетид.

## Класифікація
Kharodacetus спочатку був описаний як вид Gaviacetus, G. sahnii у 1998 році. Його виділили за більшим розміром зубів (на 150-200% більше, ніж у Гавіацета). Однак згодом виявлені останки, описані в 2014 році, привели до того, що вид був віднесений до власного роду.